# Andrius Mamontovas
Andrius Mamontovas (Vilnius, 23 agosto 1967) è un cantautore lituano, già sovietico.

## Biografia
Andrius Mamontovas si fece notare, giovanissimo, nelle sue prime performance musicali con i Foje, gruppo rock con cui ha esordito a 16 anni e che tra il 1983 e il 1997 ha collezionato successi in patria e all'estero. Con i Foje Mamontovas ha pubblicato ben 14 album, culminati con un concerto d'addio, tenutosi a Vilnius, a cui assisterono 60 000 persone. Brillante è stata anche la sua carriera di solista, dopo lo scioglimento gruppo.
Ha scritto musiche per l'opera teatrale Ivanov, di Anton Čechov rappresentata presso il teatro Argentina di Roma, sotto la regia di Eimuntas Nekrosius e ha recitato anche nel ruolo di protagonista nella versione dell'Amleto, anche questa diretta da Nekrosius. Ha vinto per 15 volte il premio "Bravo", il più ambito premio musicale lituano.
Ha rappresentato il suo paese nell'edizione 2006 della competizione canora "Eurovision", con il gruppo LT United ed ha suonato con artisti come Sting e Bryan Adams. Memorabili rimangono anche le sue performance televisive, come il suo singolare "striptizas", (strip tease). Molte sono le sue canzoni di successo, tra cui Viskas is naujo (Tutto daccapo), Kai tu atversi man duris (Quando mi aprirai la tua porta) e We are the winners con gli Lt United.